# Argentina nos Jogos Olímpicos de Verão de 2024
Argentina participou dos Jogos Olímpicos de Verão de 2024, realizados em Paris, na França. Foi a 26.ª aparição do país nos Jogos Olímpicos de Verão desde a estreia em Paris 1900, sendo representado por 142 atletas que competiram em 23 esportes.
Conquistou três medalhas, uma de ouro com José Torres Gil na prova do estilo livre masculino do ciclismo BMX, uma de prata com Mateo Majdalani e Eugenia Bosco na classe Nacra 17 da vela e uma de bronze com a equipe feminina de hóquei sobre a grama.

## Medalhas
| Atleta | Esporte              | Evento                     | Medalha |
| --- | -------------------- | -------------------------- | ------- |
| José Torres Gil | Ciclismo             | BMX estilo livre masculino | Ouro    |
| Mateo Majdalani Eugenia Bosco | Vela                 | Nacra 17                   | Prata   |
| - Sofía Toccalino Agustina Gorzelany Valentina Raposo Agostina Alonso Agustina Albertario María José Granatto Cristina Cosentino Rocío Sánchez Moccia Victoria Sauze Sofía Cairó Eugenia Trinchinetti Lara Casas Juana Castellaro Pilar Campoy Julieta Jankunas Zoe Díaz | Hóquei sobre a grama | Feminino                   | Bronze  |

## Competidores
Esta foi a participação por modalidade nesta edição:
| Esporte              | Masculino | Feminino | Total |
| -------------------- | --------- | -------- | ----- |
| Atletismo            | 3         | 3        | 6     |
| Canoagem             | 1         | 1        | 2     |
| Ciclismo             | 3         | 0        | 3     |
| Esgrima              | 1         | 0        | 1     |
| Futebol              | 18        | 0        | 18    |
| Golfe                | 2         | 0        | 2     |
| Handebol             | 15        | 0        | 15    |
| Hipismo              | 1         | 0        | 1     |
| Hóquei sobre a grama | 17        | 17       | 34    |
| Judô                 | 0         | 1        | 1     |
| Natação              | 1         | 2        | 3     |
| Pentatlo moderno     | 1         | 0        | 1     |
| Remo                 | 2         | 2        | 4     |
| Rugby sevens         | 14        | 0        | 14    |
| Skate                | 2         | 0        | 2     |
| Taekwondo            | 1         | 0        | 1     |
| Tênis                | 6         | 2        | 8     |
| Tênis de mesa        | 1         | 0        | 1     |
| Tiro                 | 2         | 1        | 3     |
| Tiro com arco        | 1         | 0        | 1     |
| Triatlo              | 0         | 1        | 1     |
| Vela                 | 3         | 4        | 7     |
| Voleibol             | 13        | 0        | 14    |
| Total                | 108       | 34       | 142   |